# ジェット気流

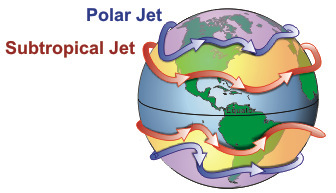
ジェット気流の概略。ジェット気流は寒帯および亜熱帯で、蛇行しながら地球を取り巻いて吹いている

ジェット気流（ジェットきりゅう、英語: jet stream）とは、対流圏上層に位置する強い偏西風の流れ。
気流の流れを軸とすると、軸の中心に近いほど風速が速く、どこでも平均的な普通の風とは異なるのが特徴。成層圏などにも存在するが、単に「ジェット気流」という場合は対流圏偏西風のものを指す。
極を中心に特に上空8 - 13km付近で風速が最大となる。主要なものとして北緯40度付近の寒帯ジェット気流と北緯30度付近の亜熱帯ジェット気流がある。長さ数千km、厚さ数km、幅100km程度で、特に冬季には寒帯前線ジェット気流と亜熱帯ジェット気流が合流する日本付近とアメリカ大陸東部では風速は30m/sぐらいで中には100m/s近くに達することもあるが、夏期はその半分程度の風速に弱まる。
航空機が、西から東へ向かう場合はジェット気流に乗ることで燃料と所要時間を大幅に短縮することができ、逆の場合はこの気流を回避する必要があることから、最短距離である大圏コースから大きく外れたルートをとる場合もあり、季節によってジェット気流が吹く場所が変わる関係で時期によって所要時間が異なることが多い。

## 発見の歴史

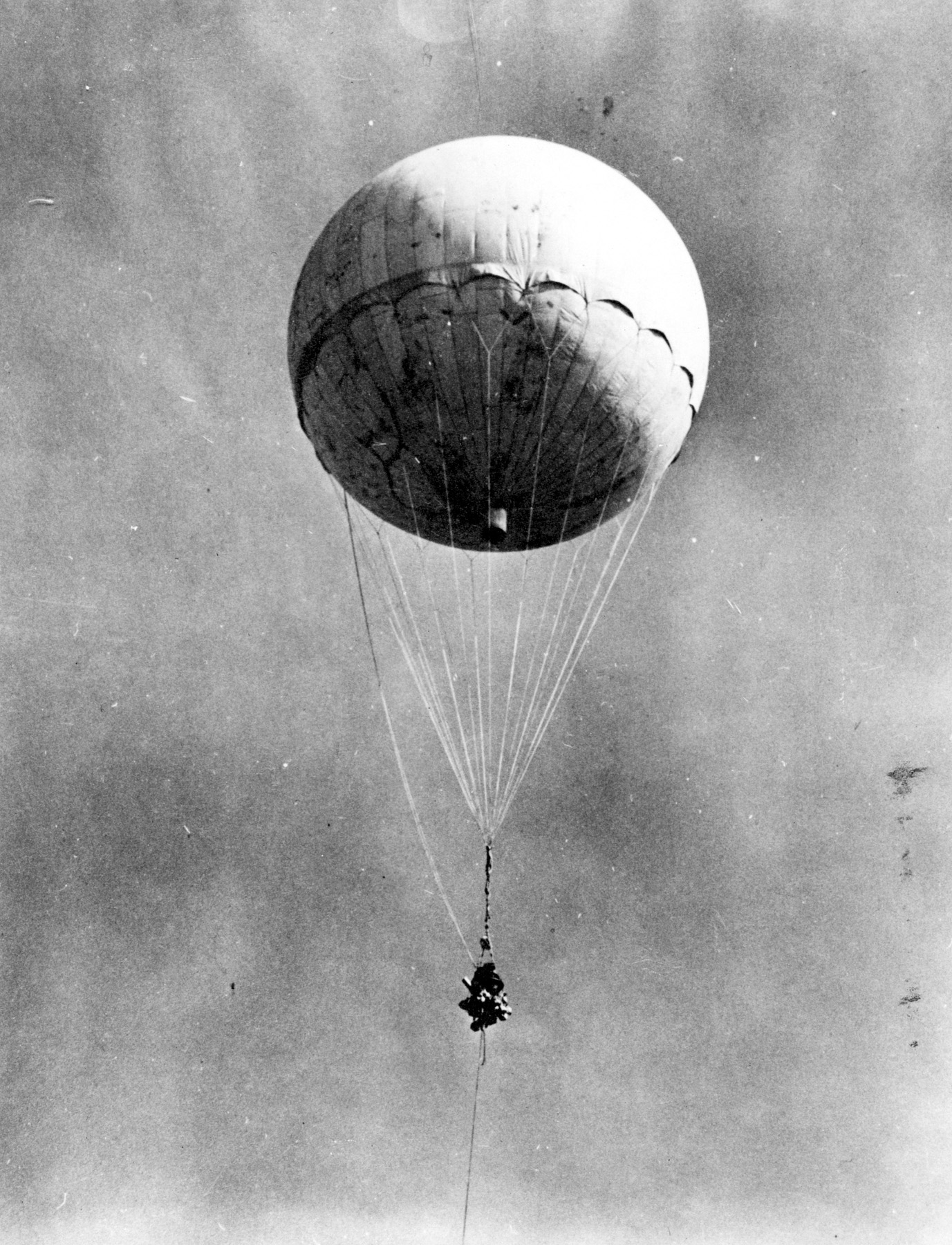
風船爆弾

1883年のクラカタウの噴火を観測していた人々は、一年あまり噴火の影響を追跡し、記録していた。彼らは「赤道上空の噴煙の流れ」として、ジェット気流の存在を記録していた。
1920年代には、日本の高層気象台長大石和三郎は、欧米諸国がその存在に気づく以前に、ジェット気流の存在を発見した。富士山の付近から測風気球を飛ばすことで上層の風を調査したものであった。しかし、エスペラントで発表したため、外ではこの論文は注目を集めなかった。
1933年、アメリカ合衆国のパイロットであるウィリー・ポストが世界一周飛行の際にジェット気流に遭遇した。1935年には、 高度10,000 mを越える上空の大陸間飛行を何度か行い、ジェット気流に乗ると対気速度に対して対地速度が大幅に上回る事実が確かめられた。しかし、その後まもなく事故死したため詳細を発表しないまま終わった。
1939年、ドイツ国（当時）の気象学者ハインリヒ・セイルコフ（ドイツ語版、英語版）がこの気流を発見し、"Strahlstrom"（ドイツ語でジェット気流）と名付けた。
第二次世界大戦中になって、ドイツ空軍が緒戦でヨーロッパ諸国を爆撃したときにジェット気流に遭遇したこと、アメリカ軍の航空機がマリアナ諸島から日本本土空襲に向かう際に強い向かい風にあったことなど（B-29がスロットルを全開にしても「後ろへ飛んだ」という話すらある）、その存在が頻繁に確認され、欧米諸国でもジェット気流の存在が広く知られるようになった。しかし、学術調査が行われることはなかった。
第二次世界大戦中に唯一学術研究を行っていた日本は、ジェット気流を利用した初の兵器「風船爆弾」を開発し、1944年（昭和19年）11月から翌年にかけて約9,000個の爆弾をアメリカとカナダ、アラスカに飛来させ、アメリカの民間人に死傷者を出した。1945年（昭和20年）2月には、日本陸軍の一〇〇式司令部偵察機が、北京 - 東京間を3時間15分で飛行する速度記録を残した。

## 寒帯ジェット気流

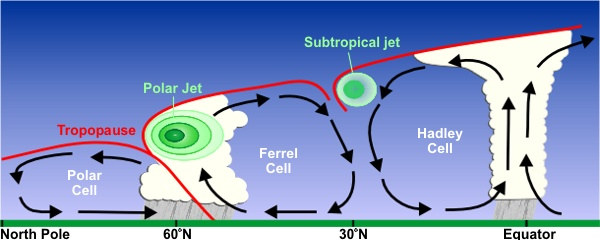
寒帯ジェット気流（左）と亜熱帯ジェット気流（右）の断面図。緑色の濃い部分ほど風速が大きい。大気循環との位置関係を示す。

寒帯ジェット気流（Jp, Jet polar）は中緯度付近に発生するジェット気流で、寒帯前線面に形成される場合、寒帯前線ジェット気流と呼ばれる。傾圧不安定波に対応し、気圧が250から300hPa付近となる対流圏上層で明瞭に見られ、冬に強く、夏には弱まる。
冬は傾圧不安定波に伴う温帯低気圧の移動や発達などに強く関連している。軸の南側の地上に前線ができることが多い。Jp単独での平均流速は、夏20 - 30m/sくらい、冬50m/sくらいである。
夏の北アメリカ大陸上空、冬の北アメリカ東方沖上空、冬の日本上空では亜熱帯ジェット気流と合流して流速が増す。

## 亜熱帯ジェット気流
亜熱帯ジェット気流（Js, Jet subtropical）は亜熱帯地方に形成され、北緯30度程度をほぼ定常的に吹く西風。気圧が200hPa付近となる高度に見られ、冬に顕著。
対流圏上層では前線が形成されるが、地上には現れない。大気大循環で言う、赤道のハドレー循環と中緯度のフェレル循環の境界をなす。ハドレー循環の角運動量が収束することと、Js自身の傾圧不安定波による水平渦度の混合によって発生すると考えられている。
Js単独での平均流速は、夏20 - 40m/sくらい、冬40 - 50m/sくらいである。

## その他のジェット気流

### 極夜ジェット気流
成層圏では冬半球の60度付近を中心とした高緯度、中間圏では夏半球の中緯度に発生する強い西風。同時期、夏半球の成層圏60度付近では強い東風となる。季節が逆になると南北半球で正反対の風向となる。南半球では正円形、北半球では形が崩れて蛇行している。

### 偏東風ジェット気流
赤道偏東風ジェット気流。貿易風の最も強い部分で、夏を中心に対流圏界面（高度13 - 17km付近）くらいに出現する。東南アジアの赤道付近では夏至と冬至を中心とする時期に強まり、半年の周期で強弱を繰り返す。この地域のモンスーンに影響している。西アフリカのギニア湾岸でも晩夏に気圧が650hPa付近となる高度で同様のジェット気流が確認されており、この地域のモンスーンや大西洋のハリケーンの発生に影響している。

### 下層ジェット気流
対流圏下層に出現するジェット気流。
梅雨前線の南側の、気圧が700 - 900hPa付近となる対流圏下層に出現する小規模なジェット気流。湿舌を誘発し、この北側の200kmくらいまでは集中豪雨になりやすい。
また、北半球の夏季、アフリカ東部からアラビア海にかけての地域でも発生する。ソマリア東方海上で最も速度が速いことから、ソマリジェット（Somali Jet）と呼ばれている。地上から気圧が700hPa付近となる高度にかけて見られ、900hPa付近の高度で最大となる。東アフリカの山岳地帯がこの生成に関与していると考えられている。アラビア海中央部の東経70度以東、インド - 東南アジア - 東アジアと連なるモンスーン地帯に雲と水蒸気を供給している。